# Nerocila kisra
Nerocila kisra là một loài chân đều trong họ Cymothoidae. Loài này được Bowman & Tareen miêu tả khoa học năm 1983.